# Leo Strauss
Leo Strauss (20. září 1899, Kirchhain, Hesensko – 18. října 1973, Annapolis, Maryland, USA) byl vlivný americký politický filosof židovského původu, konzervativní kritik moderní filosofie.

## Život
Strauss se narodil v konzervativní židovské rodině, po maturitě v Marburgu roku 1918 studoval filosofii a matematiku v Hamburku a po promoci roku 1921 pokračoval ve studiích ve Freiburgu a v Marburgu, mimo jiné u Edmunda Husserla a Martin Heideggera. Zde se spřátelil s Hansem-Georgem Gadamerem, Hansem Jonasem a Karlem Löwithem.
V letech 1925–1932 vyučoval na Vysoké škole pro studium židovství v Berlíně, kde přednášel především o Spinozovi a Mosesi Mendelssohnovi. Zde se také seznámil se s Hannou Arendtovou, Walterem Benjaminem a Geršomem Scholemem. Na stipendijním pobytu v Paříži se seznámil s Alexandrem Kojevem a Alexandrem Koyrém. Po krátkém pobytu v Cambridge nastoupil roku 1938 na New School for Social Research v New Yorku a v letech 1949–1968 byl profesorem politické filosofie na Chicagské univerzitě.
Roku 1950 odmítl nabídku nastoupit po Martinu Buberovi na Hebrejskou univerzitu v Jeruzalémě, přednášel tam však v letech 1954–1955 jako host. Po roce 1968 žil jako emeritus v Annapolis ve státě Maryland.

## Dílo
Straussovo rozsáhlé dílo zahrnuje asi 160 publikací, z toho 30 knih. V první fázi svého života se věnoval hlavně židovským otázkám, napsal knihu o Spinozově kritice náboženství (1930), vyrovnával se kriticky s teoriemi Karl Jasperse, Carl Schmitta a Maxe Webera a publikoval knihu o „Hobbesově politické vědě“ (1936). Rokem 1935 začíná jeho kritika moderny, opřená o středověkou židovskou tradici, hlavně o Maimonida.
Po příchodu do USA se plně věnoval politické vědě, napsal knihu „O tyranii“ (1940), „Přirozené právo a dějiny“ (1953) a „Myšlenky o Machiavellim“ (1958). V té době si již vydobyl obecné uznání a jeho knihy „Co je politická filosofie“ (1959) a „Dějiny politické filosofie“ (1963) se staly kanonickými díly americké politické filosofie. V posledním období se věnoval hlavně antické filosofii. Vydal řadu knih o Platónovi, Aristotelovi, Thúkydidovi a o Xenofóntově pojetí Sókrata. Poslední dílo, rozbor Platónových Zákonů, vyšlo posmrtně roku 1975.

## Myšlení
Podle H. Meiera je hlavním Straussovým tématem vztah filosofie a teologie, konflikt mezi svobodným hledáním pravdy bez autorit a poslušným přijetím Božího zjevení. Filosofie si musí uvědomovat, že má značný a spíše rozkladný vliv na náboženství, z něhož velká část lidí čerpá životní orientaci, a zároveň velikou odpovědnost za život společnosti. Proto musí být politickou filosofií, přísně se držet sókratovského kritického postoje, nechtít vládnout ani zrušit nebo ovládnout náboženství, bez něhož se lidská společnost neobejde. Osvícenský pokus nahradit náboženství ve skutečnosti tento problém jen obešel a vytvořil novou „jeskyni moderny“, která nedovede dát dobrou radu ani politice ani lidskému životu.
Strauss vytýká moderní filosofii, že se vyhnula otázkám míru a dobrého života ve společnosti a že – cestou positivismu, historismu a relativismu – dospěla k „ušlechtilému nihilismu“ bez hodnot, například u Maxe Webera a Martina Heideggera. Vyhýbá se tak své povinnosti myslet společnost lidí, kteří zdaleka netouží jen po svobodě, nýbrž potřebují vedení a řád. Proto se Strauss na konci života vrátil k antické filosofii a zejména k myšlence přirozeného práva, z něhož moderní liberalismus u Th. Hobbese vyrůstá.
Strauss se tak stal jedním z myslitelů amerického neokonzervativismu a řada současných amerických politiků se k němu hlásí. Přesto ho nelze prostě ztotožnit s konzervativní politikou USA: Strauss sám se vehementně bránil představě, že by se jeho filosofie mohla stát návodem k praktické politice, a zřejmě tedy jen dokládá nebezpečnost filosofického povolání.